# Культурні періоди Перу
Культурні періоди Перу і Андійського регіону — система хронології доколумбого періоду історії центральноандійського регіону, заснована на класифікації, яку запропонував Едвард Леннінг. Альтернативну систему датування запропонував Луїс Лумбрерас, який інакше датує деякі археологічні знахідки. Більшість культур Пізнього горизонту і деякі культури Пізнього проміжного періоду були включені до складу Тауантінсую (Імперії інків) до 1493 року, проте закінчення періоду датується 1534 роком, датою краху Тауантінсую в результаті іспанського завоювання. Більшість хронологічних меж між періодами пов'язані або із закінченням сильної посухи, або з початком нової, результатом чого було переміщення сільськогосподарського виробництва в гори або його повернення на рівнину, а отже, і зміна між культурами з різними способами життя.

## Періодизація
У печерах Токепала зображені сцен полювання віком 11530 років і вважаються найстарішими слідами перебування людини в Перу.
| Період                | Дати                              | Культури |
| Керамічний період     | Керамічний період                 | Керамічний період |
| --------------------- | --------------------------------- | --- |
| Пізній горизонт       | 1476 н. е. — 1534 н. е.           | Кахамарка, Чанкай, Чачапоя, Чинча, Чирібайя, Чукуїто,Уаман-Уїлька, Тауантінсую, Іло, Коту-Коту, Пакакоча, Паї-Марка, Піура, Сікан, Тахарака |
| Пізній проміжний етап | 1000 н. е. — 1476 н. е.           | Уарі, Чиму, Чинча, Кахамарка, Ґорбансай, Піура                                                                                              |
| Середній горизонт     | 600 н. е. — 1000 н. е.            | Уарі, Тіуанако, Піура, Ґорбансай |
| Ранній проміжний етап | 200 н. е. — 600 н. е.             | Моче, Наска, Ліма, Тіуанако, Пічиче, Сечура, Ґорбансай                                                                                      |
| Ранній горизонт       | 900 до н. е. — 200 н. е.          | Чавін, Купісніке, пізня Чиріпа, Паракас, Пічиче, Сечура                                                                                     |
| Початковий період     | 1800/1500 до н. е. — 900 до н. е. | Рання Чиріпа, Котош, Торіль (акведук Кумбе-Майо збудований близько 1000 року до н. е.)                                                      |
| Докерамічний період   |                                   | |
| Період VI             | 2500 до н. е.— 1500/1800 до н. е. | Норте-Чико, Касавілька, Кулебрас, Віскачани, Уака-Прієта                                                                                    |
| Період V              | 4200 до н. е. — 2500 до н. е.     | Хонда, Лаурікоча III, Віскачани, |
| Період IV             | 6000 до н. е.— 4200 до н. е.      | Амбо, Канаріо, Січес, Лаурікоча II, Лус, Токепала II                                                                                        |
| Період III            | 8000 до н. е. — 6000 до н. е.     | Ареналь, Чиватерос II, Лаурікоча I, Плая-Чира, Пуєнка, Токепала I                                                                           |
| Період II             | 9500 до н. е. — 8000 до н. е.     | Чиватерос I, Лаурікоча I |
| Період I              | ? до н. е. — 9500 до н. е.        | Окендо, Червона зона (центральну узбережжя Перу)                                                                                            |

Альтернативна хронологія, запропонована Луїсом Лумбрерасом:
| Період                     | Дати                               | Культури                                       |
| Керамічний період          | Керамічний період                  | Керамічний період                              |
| -------------------------- | ---------------------------------- | ---------------------------------------------- |
| Імперія Тауантінсуйю       | 1430 н. е. — 1532 н. е.            | Інки                                           |
| Регіональні держави        | 1200 н. е. — 1470 н. е.            | Уарі, Чиму, Чинча, Чанка                       |
| Імперія Уарі               | 800 н. е. — 1200 н. е.             | Уарі, Тіуанако                                 |
| Регіональні культури       | 100 н. е. — 800 н. е.              | Моче, Наска, Ліма, Тіуанако, Рекуай, Ґальїнасо |
| Формаційний період         | 900 до н. е. — 200 н. е.           | Чавін, Вікус                                   |
| Докерамічний період        |                                    |                                                |
| Архаїчний період           | 4000 до н. е. — 1200/1800 до н. е. |                                                |
| Кам'яний (літичний) період | 1500 до н. е. — 4000 до н. е.      |                                                |

## Збірна діаграма
Відтінки синього і фіолетового кольору відповідають прибережним культурам.

Теплі кольори (помаранчевий, червоний, бордовий) відповідають культурам Андських високогірїв.

Відтінки зеленого кольору відповідають регіонам Амазонії.

Расположение культур на таблиці зверху вниз приблизно відповідає їх географічному розташуванню на карті Південної Америки з півночі на південь.

## Див також
Месоамериканська хронологія